# سبلاش (فلم)
سبلاش (بالإنجليزية: Splash) هو فيلم كوميدي رومانسي فنتازيا أمريكي من إخراج رون هاوارد وبطولة توم هانكس، داريل هانا، يوجين ليفي وجون كاندي، صدر الفيلم في 9 مارس 1984.

## وصلات خارجية
- سبلاش على موقع IMDb (الإنجليزية)
- سبلاش على موقع ميتاكريتيك (الإنجليزية)
- سبلاش على موقع الموسوعة البريطانية (الإنجليزية)
- سبلاش على موقع روتن توميتوز (الإنجليزية)
- سبلاش على موقع نتفليكس (الإنجليزية)
- سبلاش على موقع قاعدة بيانات الأفلام العربية
- سبلاش على موقع ألو سيني (الفرنسية)
- سبلاش على موقع Turner Classic Movies (الإنجليزية)
- سبلاش على موقع أول موفي (الإنجليزية)
- سبلاش على موقع بوكس أوفيس موجو (الإنجليزية)